# 수은등

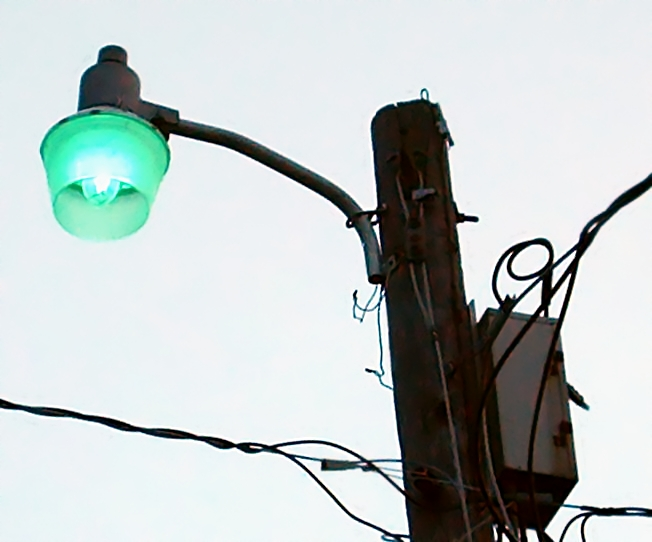
수은등

수은등(水銀燈, mercury-vapor lamp)은 정원 조명 등에 사용되는 고휘도의 방전등이다.
가느다란 석영 유리관에 수은을 넣고 양쪽 끝에 전극을 봉한 발생관을 진공으로 한 외구(外球) 속에 봉입(封入)한 것이다. 외구 속이 진공이기 때문에 발광관(發光管)의 열을 방산(放散)시키지 않아 고온이 되며, 그에 따라 녹색의 가시광선이 많이 나와 조명용이 되는 것이다. 마찬가지로 나트륨 증기 속에서 방전시키는 나트륨등도 있다. 이것은 전극을 양끝에 가진 T자형 발광관에 투명유리제의 중관(中管)이 씌워져 있다. 색깔은 황색이고 발광효율은 매우 높다. 안개 속에서 멀리 비쳐지므로 자동차 도로의 조명용으로 이용된다.

## 같이 보기
- 광원 목록